# Harpagomantis discolor
Harpagomantis discolor är en bönsyrseart som beskrevs av Carl Stål 1877. Harpagomantis discolor ingår i släktet Harpagomantis och familjen Hymenopodidae. Inga underarter finns listade i Catalogue of Life.